# Karen Hoff
Karen Hoff   (Randers, 29 de maig de 1921 - 29 de febrer de 2000) fou una piragüista d'aigües tranquil·les danesa que va competir durant les dècades de 1940 i 1950.
El 1948 va prendre part en els Jocs Olímpics d'Estiu de Londres, on guanyà la medalla d'or en la prova del K-1, 500 metres del programa de piragüisme.
En el seu palmarès també destaca una medalla d'or i una de plata al Campionat del Món de piragüisme en aigües tranquil·les de 1948 i 1950. Guanyà set campionats danesos, el primer el 1944 i el darrer el 1952. El 1989 guanyà el Campionat del Món de veterans.